# Утьма
Утьма — река в России, протекает по территории Борисоглебского района Ярославской области. Исток реки находится в болоте между деревней Тимохино и урочищем Графский Лес. Река протекает в основном на юг по лесистой малонаселённой местности: через урочище Графский Лес, урочище Починки, единственную на берегу деревню Копылово, урочище Михальково и вблизи деревни Козлово. Устье реки находится в 15 км по левому берегу реки Могзы, между деревнями Внуково и Яковцево. Длина реки — 30 км, площадь водосборного бассейна — 163 км².

## Притоки
(км от устья)
- 3 км: река Пажа (пр)
- 6 км: река Тетерка (лв)
- 9 км: река Жуковка (лв)
- 11 км: река Савка (пр)
- 18 км: река Хорошава (пр)

## Данные водного реестра
По данным государственного водного реестра России относится к Верхневолжскому бассейновому округу, водохозяйственный участок реки — Волга от Рыбинского гидроузла до города Кострома, без реки Кострома от истока до водомерного поста у деревни Исады, речной подбассейн реки — Волга ниже Рыбинского водохранилища до впадения Оки. Речной бассейн реки — (Верхняя) Волга до Куйбышевского водохранилища (без бассейна Оки).
Код объекта в государственном водном реестре — 08010300212110000010897.